# Tsirku-Gletscher
Der Tsirku-Gletscher ist ein 11 km langer Gletscher in der kanadischen Provinz British Columbia und im Panhandle von Alaska (USA).

## Geografie
Der Tsirku-Gletscher entwässert ein in den Alsek Ranges auf einer Höhe von 1200 m gelegenes Eisfeld in östlicher Richtung. Er strömt dabei entlang der Nordflanke der Takhinsha Mountains in ostsüdöstlicher Richtung. Der im Mittel 1,5 km breite Gletscher überquert die Grenze nach Alaska und endet nach weiteren 3,5 km auf einer Höhe von 500 m. Der Tsirku-Gletscher befindet sich somit größtenteils innerhalb des Tatshenshini-Alsek Provincial Parks in British Columbia. Die Gletscherzunge bildet den Ursprung des Tsirku River. Dieser fließt 40 km weiter nach Osten und mündet in den Chilkat River. Der Tsirku-Gletscher wird von mehreren von Norden heranströmenden Tributärgletschern gespeist: Buckwell-Gletscher, Boundary-Gletscher und Herbert-Gletscher.